# Hyperlais nemausalis
Hyperlais nemausalis là một loài bướm đêm trong họ Crambidae.